# 拉貢納 (亞利桑那州皮納爾縣)
拉古納（英語：Laguna）是位於美國亞利桑那州皮納爾縣的一個非建制地區。該地的面積和人口皆未知。

## 地理
拉古納的座標為32°35′14″N 111°37′45″W / 32.58722°N 111.62917°W，而該地的平均海拔高度為490米（即1608英尺）。